# Curtamum
Curtamum era una població de la zona de l'Eufrates, probablement a l'Osroene.
La seva fama deriva d'haver estat el lloc de naixement del bisbe Jacob de Batnes (Batne o Batnae, Βάτνη o Βατναί), després anomenada Sarudj.